# 미국 해군사관학교

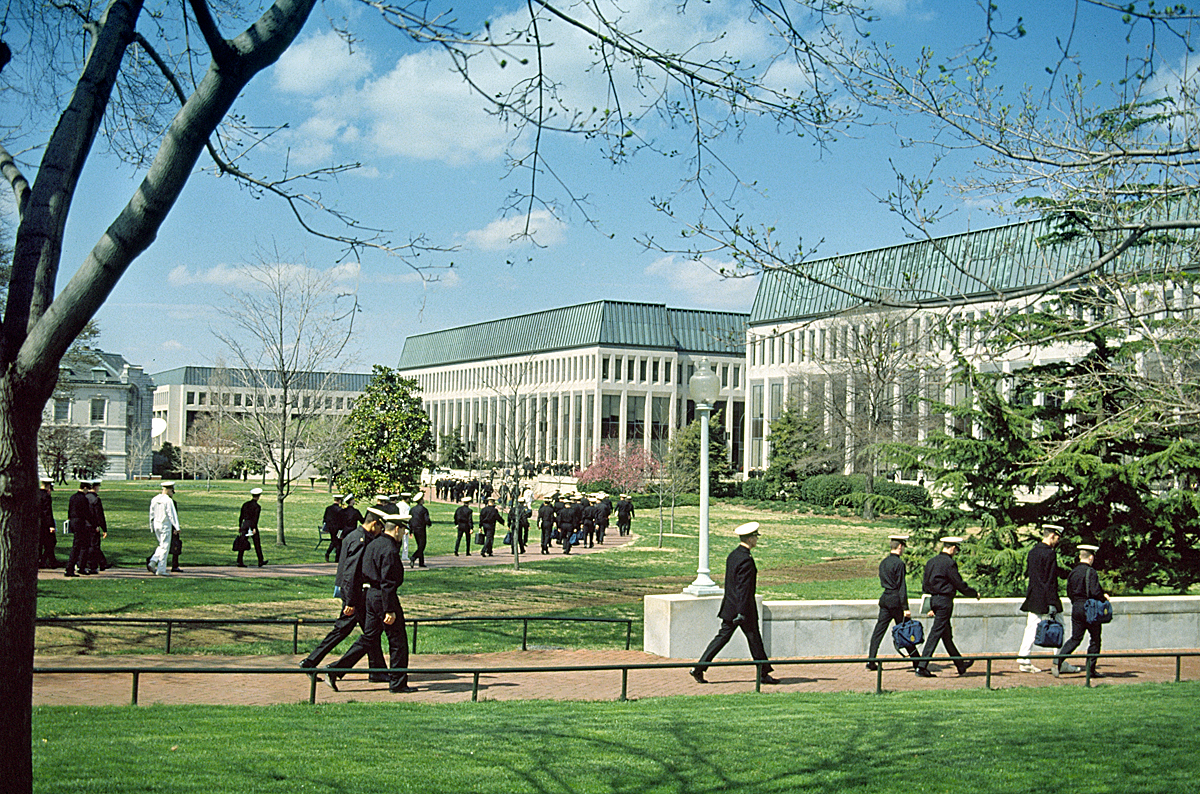
미국 해군사관학교

미국 해군사관학교(美國 海軍士官學校, USNA, United States Naval Academy)는 미합중국 해군 장교 양성 기관이며, 메릴랜드주 아나폴리스에 위치하고 있다. 주로 아나폴리스(Annapolis)라고 불린다.

## 연혁
아나폴리스는 메릴랜드주(州)의 주도(州都)이나 1845년에 창립된 미국 해군사관학교의 대명사로 더욱 유명하다. 입학자격은 16∼20세의 미국시민으로 정 ·부통령 또는 국회의원의 추천자 중에서 시험으로 선발한다. 4년의 수업기간을 마치면 이학사(理學士)의 학위를 받고 해군 소위에 임관된다. 그러나 평시에는 졸업자의 반수 정도가 시민생활로 돌아가며 졸업자격도 일반 대학졸업자와 동등하게 취급된다. E.J.킹, C.W.니미츠 제독 등을 배출하였다. 2008년 현재 4,441명이 재학 중이다.

## 입학 현황
2020년 입학한 신입생의 경우 16,000명의 지원자 중 8%가 합격했었다.

## 같이 보기
- 미국의 군사
- 미국 육군사관학교
- 대한민국 해군사관학교
- 대한민국 육군사관학교
- 대한민국 공군사관학교
- 국군간호사관학교